# Robert Bacon (Politiker, 1860)

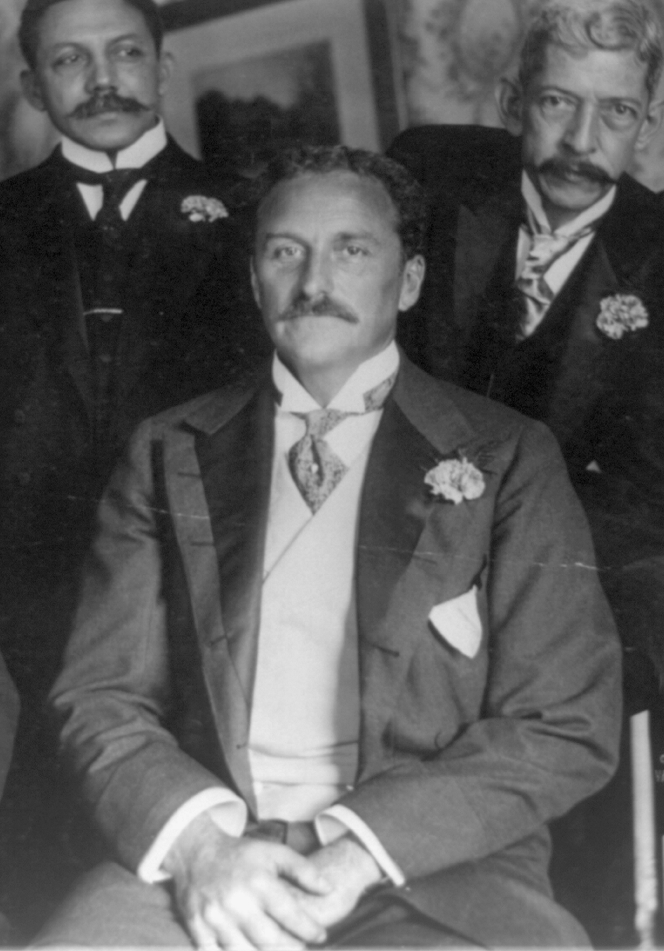
Robert Bacon

Robert Bacon (* 5. Juli 1860 in Jamaica Plain, Massachusetts; † 29. Mai 1919 in New York City) war ein US-amerikanischer Politiker und Diplomat.

## Biografie
Robert Bacon wurde 1860 im damals noch selbständigen Jamaica Plain geboren, das später ein Ortsteil von Boston wurde. Nach seinem Abschluss an der Harvard University arbeitete er in der Wirtschaft, unter anderem für J. P. Morgan.
Von 1905 bis 1909 fungierte er als der 26. Assistant Secretary of State in der Zeit von US-Präsident Theodore Roosevelt und damit als Stellvertreter von Außenminister Elihu Root. Von Januar bis März 1909 war er als Nachfolger von Root selbst Außenminister (Secretary of State) im Kabinett Roosevelt. Als Außenminister erhielt er die Zustimmung des Senats für die Kanalverträge (Canal treaties) mit Kolumbien und Panama. Nach dem Wechsel im Präsidentenamt von Theodore Roosevelt zu William Howard Taft wurde Bacon 1909 als Botschafter der Vereinigten Staaten nach Frankreich geschickt, wo er bis 1912 verblieb.
Bacon plante mit seiner Frau und seiner Tochter an der Jungfernfahrt der Titanic am 10. April 1912 teilzunehmen. Sie hatten vor, in Cherbourg zuzusteigen. Da aber sein Nachfolger Myron T. Herrick zu spät in Frankreich eintraf, waren sie gezwungen, ein späteres Schiff zu nehmen und nahmen daher an einer anderen Jungfernfahrt teil, die des französischen Ozeandampfers France am 20. April 1912.
Sein Sohn Robert (1884–1938) war von 1923 bis 1938 Abgeordneter im Repräsentantenhaus der Vereinigten Staaten und sein anderer Sohn Gaspar (1886–1947) war zwischen 1933 und 1935 Vizegouverneur von Massachusetts.